# سوسکچه‌های نخستین
سوسکچه‌های نخستین (نام علمی: Belidae) تیره‌ای از سوسکچه‌ها هستند. تفاوت عمده سوسکچه‌های نخستین با سوسکچه‌های خرطوم‌دار در شاخک آنها است به طوری که شاخک سوسکچه‌های نخستین راست و برای سوسکچه‌های خرطوم‌دار، شکل کمانی دارد. سوسکچه‌های نخستین گاهی با نام سوسکچه‌های درخت نخلی موسوم هستند که احتمالا" اشاره به تعداد کمی از گونه‌ها از سرده‌های  Parallocorynus و Rhopalotria دارد.